# Georg Baur (Ingenieur)

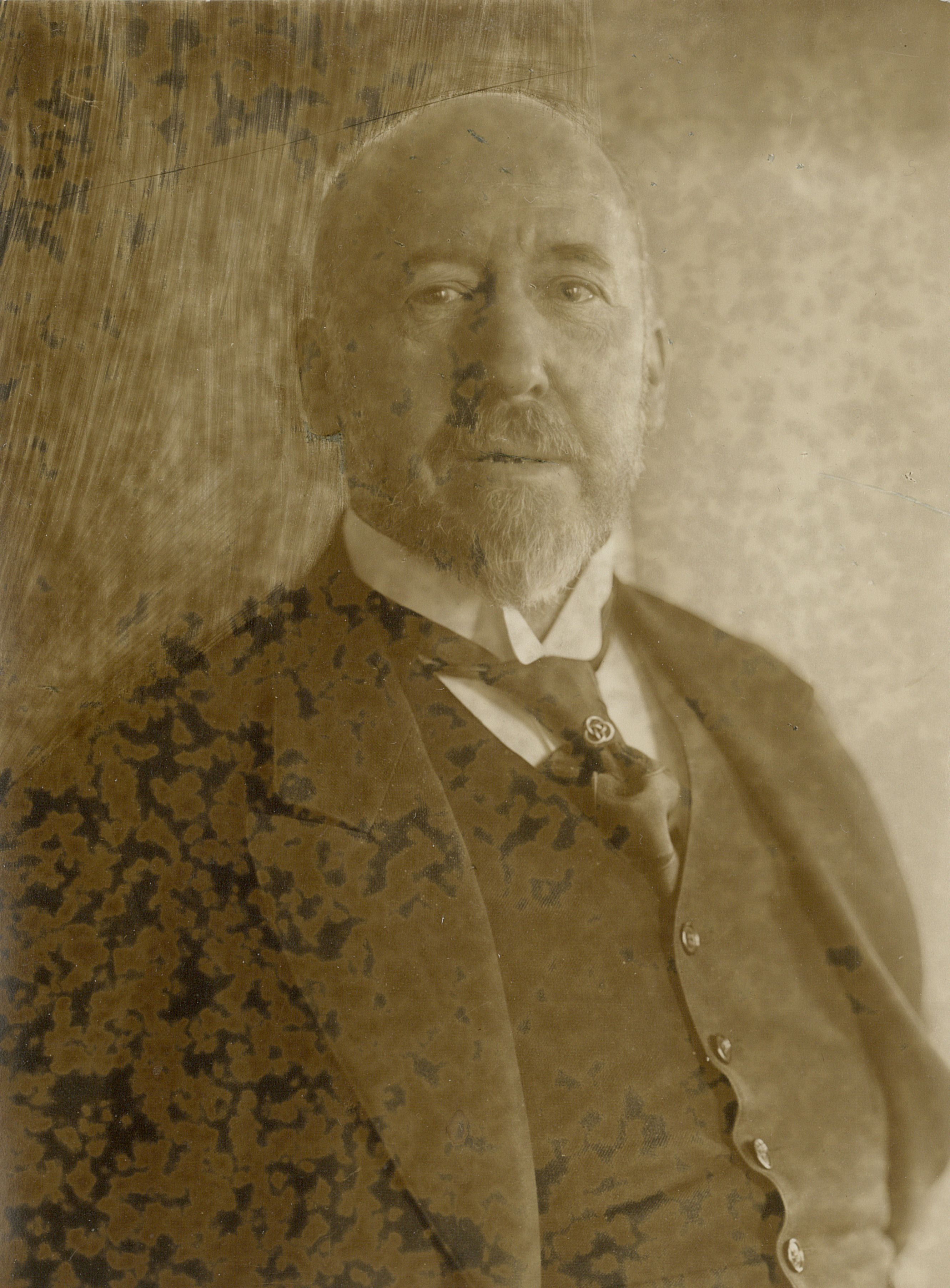
Georg Baur

Georg Baur (* 5. Februar 1859 in Stuttgart; † 31. Juli 1935 in Essen-Bredeney) war ein deutscher Bauingenieur und Industriemanager.

## Leben
Der Sohn eines Professors besuchte das Realgymnasium in Stuttgart und studierte Bauingenieurwesen an der Technischen Hochschule Stuttgart. Während seines Studiums wurde er Mitglied der Akademischen Gesellschaft „Sonderbund“ in Stuttgart. Nach dem zweiten Staatsexamen 1886 wurde er zum Regierungsbaumeister (Assessor in der königlich württembergischen Bauverwaltung) ernannt. Am 1. Oktober 1889 wechselte er zum Unternehmen Krupp. Während dieser Zeit studierte er orientalische Sprachen und war anschließend bis 1893 für Krupp in China tätig. In dieser Zeit wurde er vom chinesischen Vizekönig zum obersten Inspektor der chinesischen Eisenbahnen ernannt. Zwischen 1893 und 1895 war er wieder in Essen tätig, anschließend bis zum 30. Juni 1906 erneut in China. Von 1896 bis 1906 war er Teilhaber des Unternehmens H. Mandl & Co. (gemeinsam mit Hermann Mandl). In dieser Phase erzielte er mit dem Verkauf von drei Kreuzern des Bremer Vulkan seinen größten Erfolg. Am 1. Juli wurde er Direktor der 1896 von Krupp übernommenen Germaniawerft in Kiel, am 18. Mai 1915 stellvertretendes Vorstandsmitglied und am 14. Dezember 1915 vollwertiges Vorstandsmitglied der Friedrich Krupp AG. Zeitgleich war er bis 1913 technischer Berater der Republik China. Er war Mitglied im Verein Deutscher Ingenieure (VDI) und dort im Schleswig-Holsteinischen Bezirksverein aktiv.

## Ehrungen
- Offizierskreuz des österreichisch-ungarischen Franz-Joseph-Ordens
- Eiserner Halbmond
- Orden vom Doppelten Drachen II. Klasse
- Orden der Krone von Thailand III. Klasse
- Orden der Aufgehenden Sonne
- Orden der Krone von Rumänien
- preußischer Roter Adlerorden III. Klasse
- Straßenbenennung Georg-Baur-Ring in Essen